# Bunibakti
Bunibakti is een bestuurslaag in het regentschap Bekasi van de provincie West-Java, Indonesië. Bunibakti telt 8075 inwoners (volkstelling 2010).